# Mohsen Rabiekhah
Mohsen Rabiekhah (født 24. februar 1987 i Teheran, Iran), bedre kendt som Rabikhah, er en iransk fodboldspiller, der spiller som defensiv midtbanespiller for den iranske klub Persepolis FC.